# 김중기 (1901년)
김중기(金仲基, 1901년 장흥 ~ ?)는 대한민국의 정치인이다.

## 약력
- 광주사범학교를 졸업했다.
- 장흥읍장을 역임했다.
- 1948년 5월 10일 : 제헌 국회의원(전남 장흥)
- 한국 전쟁 때 조선민주주의인민공화국으로 갔다.
- 1956년 7월 재북 평화통일촉진협의회 중앙위원
- 1957년 3월경 순안농장에 배치
- 1959년 초 숙청사업시 함북 무산방면으로 추방[1]

## 역대 선거 결과
|  | 64.46% |

|  | 8.15% |

## 참고자료
- 《대한민국 의정총람》, 국회의원총람발간위원회, 1994년
- 김중기 - 대한민국헌정회